# Мамин-Сибиряк, Дмитрий Наркисович
Дми́трий Нарки́сович Ма́мин-Сибиря́к (настоящая фамилия Ма́мин; 25 октября [6 ноября] 1852, пос. Висимо-Шайтанский завод, Верхотурский уезд, Пермская губерния — 2 [15] ноября 1912, Санкт-Петербург) — русский писатель-прозаик и драматург.

## Биография
Родился 25 октября (6 ноября) 1852 года в посёлке Висимо-Шайтанского завода Верхотурского уезда Пермской губернии (ныне — посёлок Висим Пригородного района Свердловской области) в семье потомственного заводского священника Наркиса Матвеевича Мамина (1827—1878) и его жены Анны Семёновны (урожд. Степанова, 1831—1910), тоже дочери сельского священника. Его младшая сестра Елизавета в августе 1878 года была зачислена сразу в третий класс Екатеринбургской первой женской гимназии. Младший брат — Владимир Наркиссович Мамин, депутат Государственной думы Российской империи II созыва. Дмитрий получил домашнее образование, затем учился в Висимской школе для детей рабочих, позднее — в духовном училище (1866—1868) и в Пермской духовной семинарии (до 1872 года, полный курс не окончил).
В 1872 году поступил в Императорскую медико-хирургическую академию на ветеринарное отделение. С 1874 года ради заработка писал для газет отчёты о заседаниях научных обществ, в газете «Сын отечества» и журнале «Кругозор» публиковал остросюжетные истории о разбойниках, уральских старообрядцах, загадочных людях и происшествиях. В 1876 году, не окончив академии, перешёл на юридический факультет Санкт-Петербургского университета. Проучившись год, вынужденно оставил университет из-за материальных трудностей и резкого ухудшения здоровья (начался плеврит).
Летом 1877 года вернулся к родителям. В следующем году умер отец, и вся тяжесть забот о семье легла на Дмитрия. Чтобы дать образование братьям и сестре и суметь заработать, переехал в город — Нижняя Салда, где женился на Марии Якимовне Алексеевой, ставшей для него не только гражданской женой и другом, но и прекрасным советчиком по литературным вопросам. В эти годы будущий писатель совершил много поездок по Уралу, изучал литературу по истории, экономике, этнографии Урала, знакомился с народной жизнью.
С начала 1880-х годов занимался литературным трудом, неоднократно выезжал в Санкт-Петербург.
В 1890 году разошелся с Марией Алексеевой, после чего сожительствовал с артисткой Екатеринбургского драматического театра Марией Морицовной Абрамовой и переехал в Санкт-Петербург. В 1892 году 28-летняя Абрамова умерла при родах, оставив больную хореей дочь Алёнушку (Елену) на руках потрясённого этой смертью отца. Своей дочери Дмитрий Наркисович посвятил цикл своих произведений для детей, который он так и назвал: «Алёнушкины сказки». Не без труда добился писатель прав на отцовство, и в итоге Елена Дмитриевна Мамина была признана законной дочерью Мамина-Сибиряка. Она прожила недолгую жизнь, как и её мать: в 1914 году скончалась от туберкулёза.
В 1902 году вместе с друзьями-писателями посетил Кисловодск, опубликовав впоследствии рассказ «Погибельный Кавказ».
Дмитрий Наркисович 4 августа 1911 года перенёс кровоизлияние в мозг, паралич руки и ноги. Летом 1912 года вновь заболел плевритом.
Скончался 2 (15) ноября 1912 года в возрасте 60 лет в Санкт-Петербурге. Похоронен на Никольском кладбище Александро-Невской лавры, через два года рядом похоронили его дочь; в 1956 году оба перезахоронены на Литераторских мостках Волковского кладбища.
Братья и сестра:
- Николай Наркисович Мамин (1850—1916), учился в Пермской духовной семинарии, но был исключен. Некоторое время служил в правлении епархии в Екатеринбурге[7].
- Владимир Наркисович Мамин (1863—1909)
- Елизавета Наркисовна Мамина (в замуж. Удинцева; 1866—1925). Ее муж — Дмитрий Аристархович Удинцев[8] (1862—1915), сын священника, земский деятель, краевед, родной брат В. А. Удинцева.
  - В семье Удинцевых было пятеро детей: Борис, Ольга, Анна, Наталья, Татьяна. 
    - Их внуки[9]: сын Бориса — Глеб Удинцев; сын Ольги — Дмитрий Павлович Удинцев (1920—1944), поэт, переводчик, литературовед[10][11][12]; сын Анны — Рубен Иванович Вардзигулянц (1919–2006), художник.

## Адреса
В Екатеринбурге
- 1878—1891 — Колобовская улица, 41[13].
- В Перми  - до 1872 - Монастырская улица,12. Духовная семинария.

В Санкт-Петербурге
- 1891—1893 — Сапёрный переулок, 8;
- 1894—1896 — Гусев переулок, 8
- 1897—1900 — Оранжерейная улица, дом Барталициуса
- 1901—1902 — Пантелеймоновская улица, 13
- 1903—1907 — Малая улица, 33
- 1908—1912 (2 ноября) — Верейская улица, д. 3[14]

## Творчество

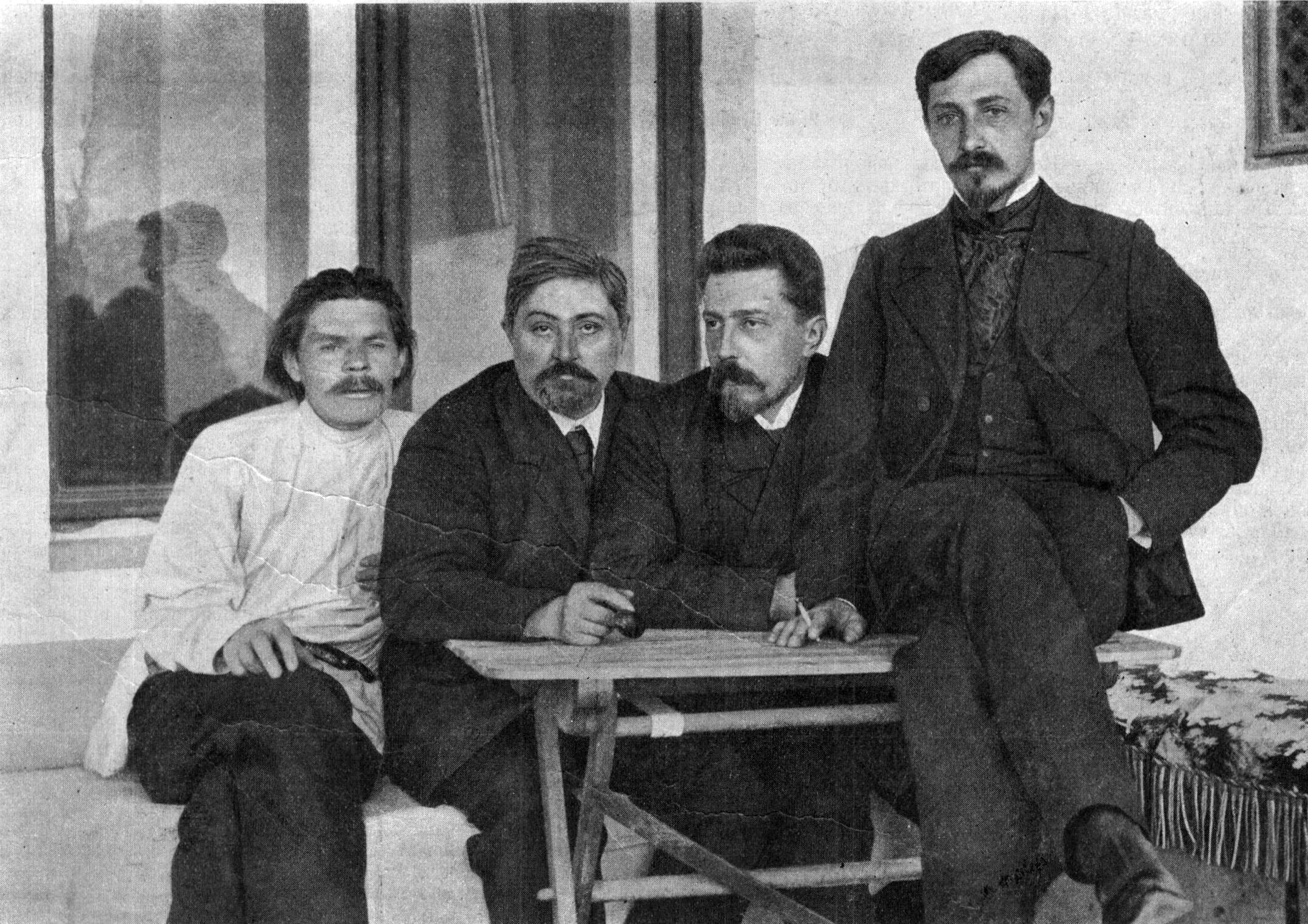
Максим Горький, Дмитрий Наркисович Мамин-Сибиряк, Николай Дмитриевич Телешов и Иван Алексеевич Бунин. Ялта, 1902

В широкую литературу вошёл серией путевых очерков «От Урала до Москвы» (1881—1882), опубликованных в московской газете «Русские ведомости». Затем в журнале «Дело» вышли его очерки «В камнях», рассказы («На рубеже Азии», «В худых душах» и другие). Многие были подписаны псевдонимом «Д. Сибиряк», чтобы его не путали с господином Томским, написавшим неудачный роман.
Один из первых романов — «В водовороте страстей», опубликованный Маминым в малоизвестном журнале и подписанный псевдонимом «Е. Томский» был очень раскритикован, вследствие чего он решает пока не писать.
Первым крупным произведением писателя стал роман «Приваловские миллионы» (1883), который на протяжении года печатался в журнале «Дело» и имел большой успех. В 1884 году в журнале «Отечественные записки» появился роман «Горное гнездо», закрепивший за Маминым-Сибиряком репутацию выдающегося писателя-реалиста.
Продолжительные выезды в столицу (1881—1882, 1885—1886) упрочили литературные связи Мамина-Сибиряка. Он познакомился с Владимиром Галактионовичем Короленко, Николаем Николаевичем Златовратским, Виктором Александровичем Гольцевым и другими писателями. В эти годы писал и печатал много небольших рассказов и очерков.
Последние крупные произведения писателя — романы «Черты из жизни Пепко» (1894), «Падающие звезды» (1899) и рассказ «Мумма» (1907).
В своих романах и рассказах писатель изображал жизнь Урала и Сибири в пореформенные годы, капитализацию России и связанную с этим процессом ломку общественного сознания, норм права и морали.
В нескольких произведениях Мамин-Сибиряк, как и ряд других писателей — Антон Павлович Чехов («Ванька», «Спать хочется»), Владимир Галактионович Короленко («В дурном обществе»), Дмитрий Васильевич Григорович («Гуттаперчевый мальчик»), — рассказывает о горькой доле детей из бедных семей, а также сирот. Детям, лишённым детства, учёбы, заботы со стороны взрослых, обречённым на тяжкий труд, постоянный голод, а нередко и на раннюю смерть, посвящены, в частности, его рассказы «Кормилец» (1885), «В ученье» (1892), «Вертел» (1897).
Свои произведения писатель подписывал по-разному: Баш-Курт, Д., Д. М., Д. Н., Д. Н. М., М-ин., Оник., С-к, С-ряк,Седой, Сибиряк, Томский Е., — ъ; N., Рассказов.

## Произведения

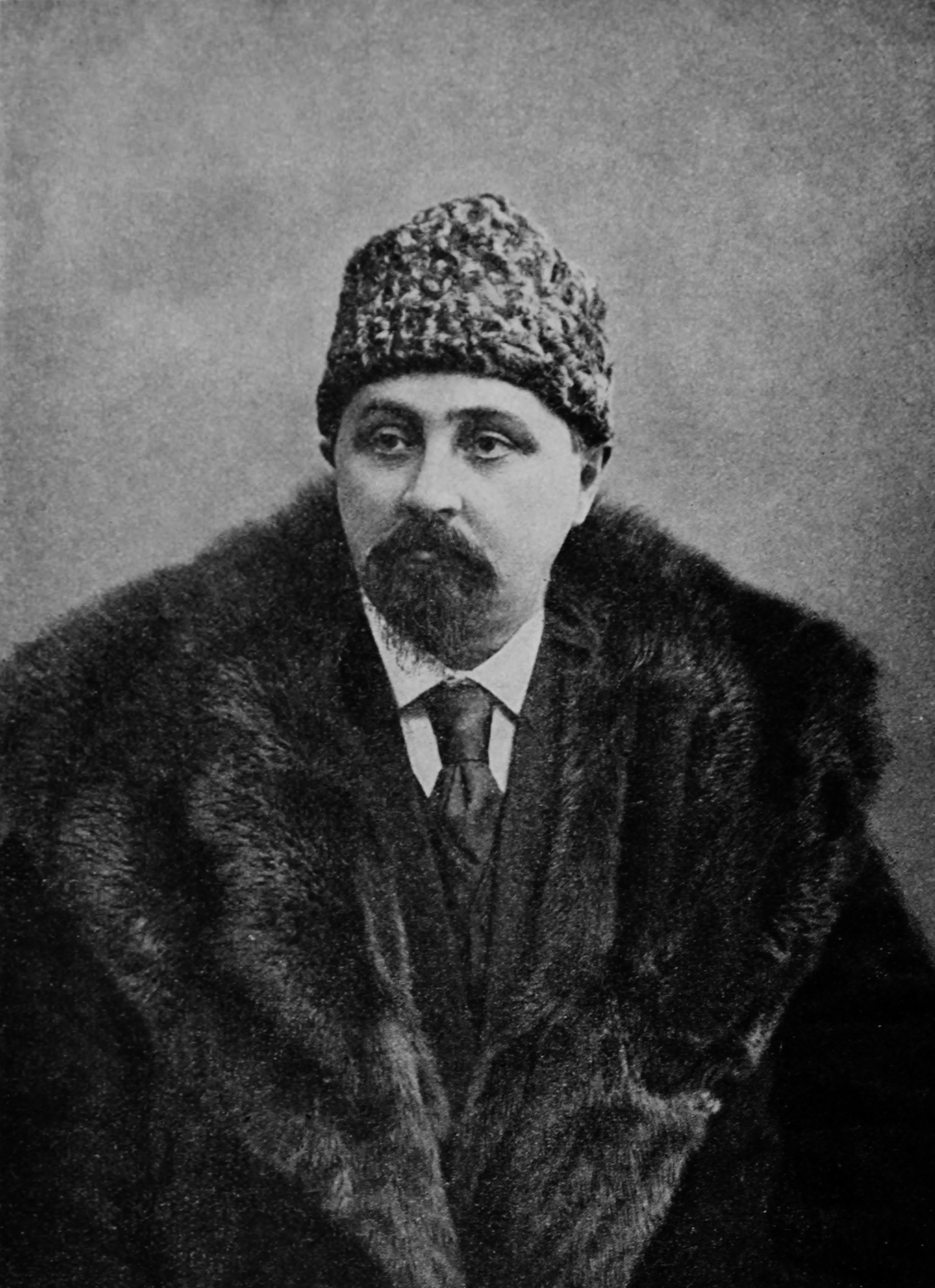
Д. Н. Мамин-Сибиряк

### Романы
- «В водовороте страстей» (1876)
- «Омут» (1878-1881) (Не завершён)
- «Приваловские миллионы» (1883), (экранизирован в 1915 и 1972 годах).
- «Горное гнездо» (1884)
- «Дикое счастье» («Жилка»), 1884, дважды экранизирован («Во власти золота») и («Золото»)
- «Бурный поток» («На улице», 1886)
- «Именинник» (1888)
- «Три конца» (1890)
- «Золото» (1892)
- «Весенние грозы» (1893)
- «Без названия» (1893)
- «Черты из жизни Пепко» (1894)
- «Хлеб» (1895)
- «Ранние всходы» (1896)
- «Общий любимец публики» (1898)
- «Падающие звёзды» (1899)

### Рассказы, повести, очерки
- «От Урала до Москвы», серия очерков (1881—1882),
- «Старатели», очерк (1883). Напечатан в журнале «Русская мысль» (январь, февраль), впоследствии переименован: «В горах».
- «Паучки (Гнездо пауков)», рассказ (1886). Впервые напечатан в журнале «Наблюдатель», № 11. Вошёл в сборник «Миллион и другие рассказы», 1904.
- «Братья Гордеевы», повесть (1891). Впервые опубликована в журнале «Русская мысль», 1891, № 9, 10 за подписью: «Д. Сибиряк»
- «Охонины брови», повесть (1892)
- «Кисейная барышня», повесть (1889). Впервые опубликована в журнале «Наблюдатель», № 12
- «Последняя треба», рассказ. Впервые напечатан в журнале «Мир Божий», 1892, № 12
- «Уральские рассказы», сборник рассказов (1895)
- «Сибирские рассказы», сборник рассказов (1889).
- «Алёнушкины сказки» (1894—1896)
- «Господин Скороходов» (1893)
- «Серая Шейка» (1893, экранизирована)
- «Зарницы» (1897)
- «По Уралу» (1899)
- «Золотуха (Очерки приисковой жизни)» (1883, экранизирован)
- «Бойцы. (Очерки весеннего сплава по реке Чусовой)» (1883)
- «Последние клейма». Очерк из цикла «Разбойники» впервые опубликован в 1899 году
- «Приёмыш»
- «Зимовье на Студёной (Музгарко)» (1885)
- «Белое золото», повесть (1897).

## Радиоспектакли
- «На золотом дне» — радиоспектакль Государственного академического театра им. Евг. Вахтангова, 1957 год[17].
- «Горное гнездо» — радиоспектакль по мотивам одноимённого романа Д. Мамина-Сибиряка в постановке Московского театра имени М. Н. Ермоловой, 1979 год[18].

## Память

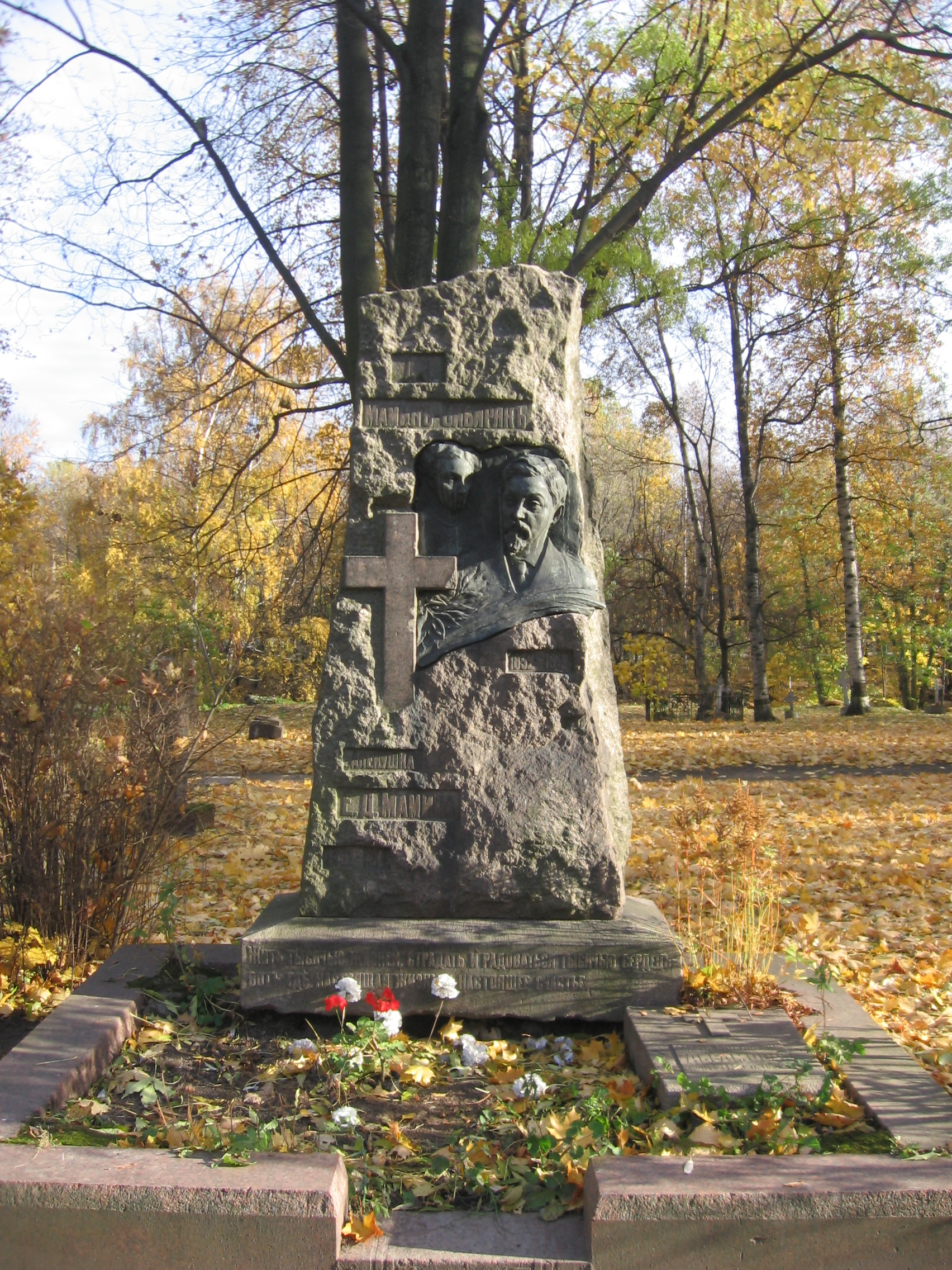
Надгробие Д. Н. Мамина-Сибиряка на Литераторских мостках

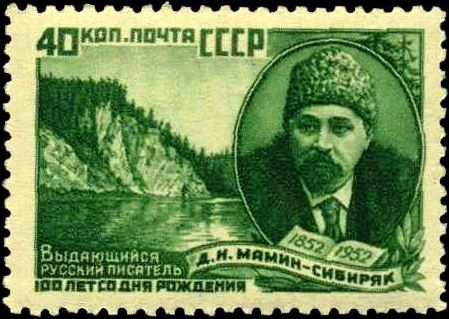
Почтовая марка, 1952 год. 100-летие со дня рождения

- Почтовая марка, 1952 год. 100-летие со дня рожденияВ честь писателя названо несколько улиц, в том числе — в Екатеринбурге[19].
- В 2002 году к 150-летию со дня рождения писателя Союз писателей России и Ассоциация писателей Урала учредили Премию имени Д. Н. Мамина-Сибиряка, ежегодно вручаемую авторам, чьи работы так или иначе связаны с Уралом. Первое вручение премии прошло в ноябре 2002 года на родине писателя, в посёлке Висиме.
- В Екатеринбурге на улице Пушкина расположен дом-музей Д. Н. Мамина-Сибиряка, открывшийся в 1946 году.
- На исторической родине писателя, в посёлке Висим, на улице Д. Н. Мамина-Сибиряка, находится дом-музей Д. Н. Мамина-Сибиряка[20].
- 31 июля 1963 года Постановлением Совета Министров РСФСР № 937 Нижнетагильскому драматическому театру присвоено имя Дмитрия Наркисовича Мамина-Сибиряка.
- В 1954 году Детской библиотеке г. Нижней Салды присвоено имя Д. Н. Мамина-Сибиряка, а в 1972 году в ней открылся музей знаменитого писателя[21].
- Писатель изображён на лицевой стороне купюры номиналом 20 уральских франков 1991 года выпуска[22].
- Рассматривалась возможность назвать в честь писателя заповедник, но в итоге его назвали Висимским.
- В 2014 году екатеринбургский гражданский Сенат предложил присвоить писателю звание «Почётный гражданин Екатеринбурга»[23].
- В 2022 году Свердловской областной специальной библиотеке для незрячих и слабовидящих в честь 70-летия данного учреждения и 170-летия со дня рождения Д. Н. Мамина-Сибиряка было присвоено имя писателя[24].
- В центре города Пермь - сквер имени Д.Н. Мамина- Сибиряка, в котором установлен бюст писателя.

## Библиография

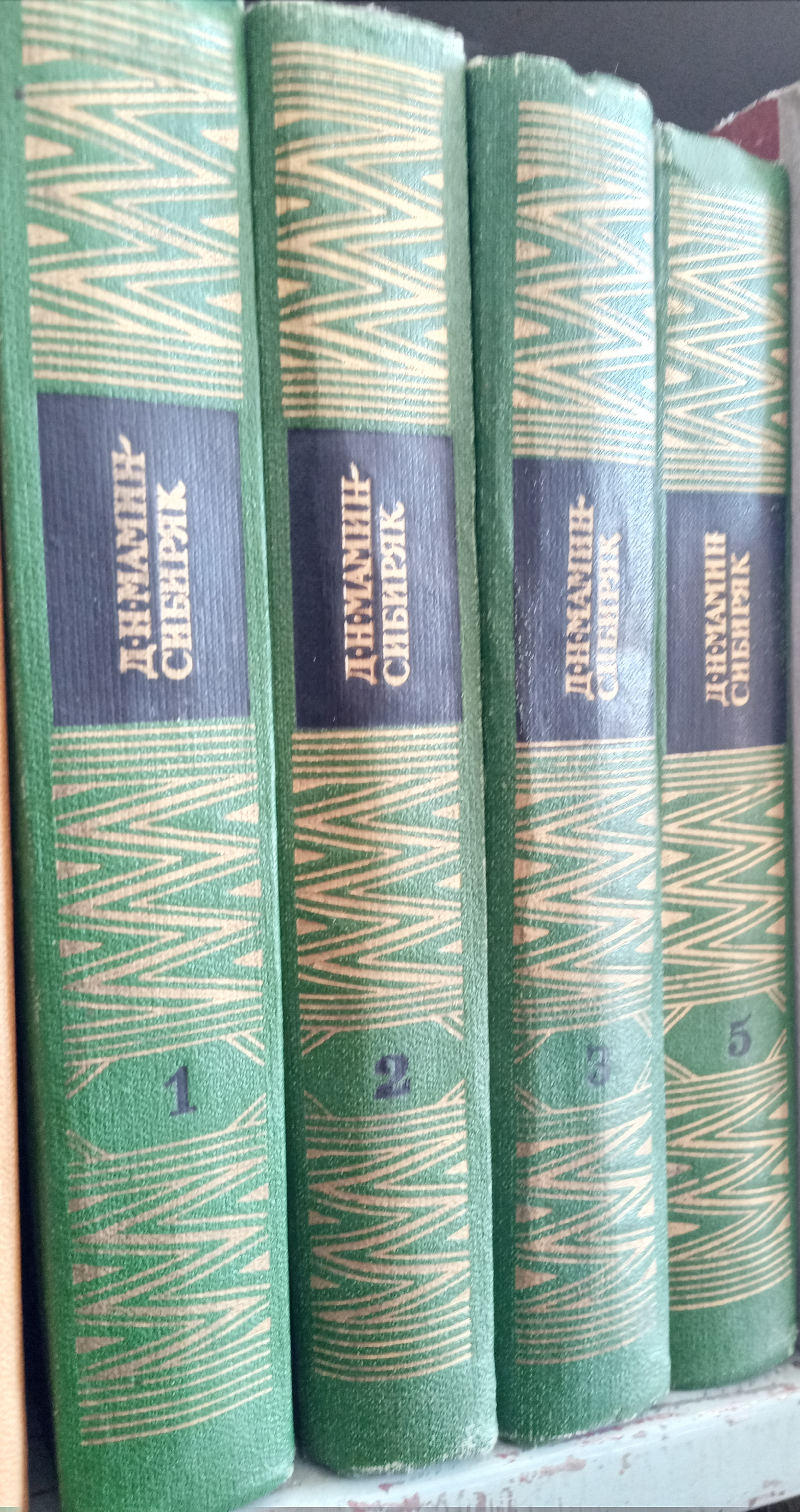
Четыре тома из шеститомного собрания сочинений Мамина–Сибиряка издания 1980–1981 годов.